# 夕方どんどん
『夕方どんどん』（ゆうがたどんどん）は、1998年8月31日から2003年6月20日までRKB毎日放送が平日夕方に放送していた情報番組。

## 歴史
番組は度重なる司会者の変更、金曜日のみ別内容で放送、放送時間の大幅な変更など、放送期間5年ほどの間に何度もリニューアルを繰り返していた。

### 番組開始『安藤豊の夕方どんどん』時代
初代司会者は安藤豊（当時RKBアナウンサー）と田中みずき（RKBアナウンサー）。番組は当時『探検!九州』の司会を担当していた安藤をメインに据え、『安藤豊の夕方どんどん』と題してスタートした。放送時間は16時55分（午後4時55分）から18時00分（午後6時00分）まで。一時期エンディングで、RKBラジオのリクエストランキング1位の曲を流していた。

### リニューアル『豊と高子の夕方どんどん』時代
2001年4月にはラジオパーソナリティの福地高子を司会に投入し、タイトルを『豊と高子の夕方どんどん』に改めた。だがそれも長くは続かず、6月4日から月曜日から木曜日を安藤司会の『夕方どんどん』、金曜日を福地司会の『夕方どんどん千客万来』とした。

### 田畑・中嶋司会の『夕方どんどん』時代
2002年4月、番組は第1回目から司会を務めてきた安藤に替わって田畑竜介（RKBアナウンサー）と中嶋順子を司会に据え、放送時間も16時50分（午後4時50分）からになった。そしてタイトルは全曜日ともに『夕方どんどん』で統一された。この頃には仲谷一志率いる劇団ショーマンシップが中心となった、新天町や唐人町など地元福岡県を舞台とした連続ドラマも制作・放送されている。
2003年3月には放送時間を15時45分（午後3時45分）から16時55分（午後4時55分）と大幅に変更。タイトルも『夕方どんどん345』と番組の開始時刻を入れたものになった。
そして同年6月に番組は終了。替わって、この番組が放送されていた枠と平日夕方のニュース番組『RKBニュースワイド』の枠を統合した新番組『今日感テレビ』がスタートした。

## その他の主な出演者
- 池尻和佳子（RKBアナウンサー） - 安藤・福地司会期のアシスタント。
- 岡佳奈（当時RKBアナウンサー） - 田畑・中嶋司会期の「どんどん中継」担当者。
- 中西一清（当時RKBアナウンサー） - 田畑・中嶋司会期に出演。
- 小野村健太郎（芦屋町「おのむら医院」医師） - 『千客万来』の頃から出演し、その後も『今日感テレビ』に出演している。
- クリス・フリン
- 上村節子（料理研究家） - 月曜日と水曜日の「どんどんクッキング」を担当。
- 古川年巳（料理研究家） - 火曜日と木曜日の「どんどんクッキング」を担当。
- 高田課長（ローカルタレント）

## 主なコーナー
- どんどんクッキング - 後期には、8分以内に料理を作る「What's 8分」というコーナーもあった。
- ぶらり海の道
- どんどん中継 - 毎日ソラリアステージとチャチャタウン小倉のいずれかから中継していた。それ以外にも福岡県・佐賀県各地の町まで赴き、各地からの二元中継を実施していた。

## 夕方どんどん日曜版
後の『今日感テレビ』と同じように、この『夕方どんどん』も一時期、平日の放送内容を編集した日曜版を日曜日の13時00分（午後1時00分）から13時54分（午後1時54分）に放送していた。